# Калисько (Лодзинське воєводство)
Калисько (пол. Kalisko) — село в Польщі, у гміні Белхатув Белхатовського повіту Лодзинського воєводства.
Населення — 44 особи (2011).
У 1975-1998 роках село належало до Пйотрковського воєводства.

## Демографія
Демографічна структура станом на 31 березня 2011 року:
|          | Загалом | Допрацездатний вік | Працездатний вік | Постпрацездатний вік |
| -------- | ------- | ------------------ | ---------------- | -------------------- |
| Чоловіки | 21      | 5                  | 14               | 2                    |
| Жінки    | 23      | 4                  | 15               | 4                    |
| Разом    | 44      | 9                  | 29               | 6                    |